# Ibrahim Aboubacar
Ibrahim Aboubacar, né le 1er février 1965 à Fomboni sur l'ile de Moheli (Comores), est un homme politique français. Il est député de la deuxième circonscription de Mayotte de 2012 à 2017.

## Biographie
Sa famille réside à Moroni jusqu'à l'indépendance des Comores en 1975, puis s'installe à Mayotte, dans la commune de Sada. En 1980, elle l'envoie à La Réunion pour qu'il y termine ses études secondaires. Il poursuit ensuite des études d'ingénieur à Paris, avec comme objectif personnel de revenir à Mayotte pour contribuer au développement de l'île. 
En 1990, diplômé de  l'École spéciale des travaux publics (ESTP), Ibrahim Aboubacar rejoint en effet Mayotte. Il travaille alors cinq ans dans un bureau d'études d’aménagement et d’urbanisme. Durant cette période il s'investit dans le militantisme syndical, devenant le porte-parole de l’Union des travailleurs de Mayotte et s'engage dans la politique à l'occasion des élections municipales de 1992.
Successivement conseiller économique et social de Mayotte de 1999 à 2004 et conseiller général du canton de Sada de 2008 à 2012, il est élu au poste de 1er vice-président du conseil départemental de Mayotte, poste qu'il quitte rapidement, étant élu la même année député PS de la  2e circonscription de Mayotte. Lors des législatives de 2017, il est éliminé au premier tour, terminant en troisième position avec 11,37 % des voix.

## Prises de position
Soucieux du développement de Mayotte dont il estime la départementalisation non aboutie, Ibrahim Aboubacar intervient au travers de plusieurs amendements dans l'élaboration de la loi sur l'égalité réelle outre-mer.
Il se positionne, à l'encontre de la majorité PS dont il fait partie, pour une restriction de l'obtention de la nationalité française pour les enfants nés à Mayotte de parents étrangers en situation irrégulière afin de « lutter contre les réseaux de passeurs, qui cachent des trafics en tout genre ».
Il demande également un changement de statut pour le port de Longoni, géré par le conseil départemental, pour qu'il devienne un grand port d'État.